# Blanche Thornycroft
Pour les articles homonymes, voir Thornycroft.
Blanche Coules Thornycroft, née le 21 décembre 1873 à Hammersmith et morte le 30 décembre 1950 à Bembridge (île de Wight), est une architecte navale britannique. 
Son apport scientifique n'a été reconnu qu'après sa mort.

## Biographie
Blanche Thornycroft est née en 1873 à Hammersmith. Elle est la fille de Blanche Ada (née Coules) (1846–1936) et de John Isaac Thornycroft. Elle a quatre sœurs, Edith Alice (1871–1959), Mary Beatrix (1875–1965), Ada Francis (1877–1965) et Eldred Elizabeth (1879–1939), et deux frères. Son frère aîné est John Edward Thornycroft (en). Son frère cadet, Isaac Thomas (dit Tom), travaillera dans l'entreprise familiale jusqu'en 1934. Son oncle est le sculpteur Hamo Thornycroft. Elle est la petite-fille de Thomas Thornycroft (en) et de Mary Thornycroft (en). Son père, John Isaac Thornycroft (en), a été anobli en 1902.

### Carrière
Bien que Blanche Thornycroft n'ait pas travaillé à des horaires réguliers dans l'entreprise de son père, elle y apporte une contribution méconnue de son vivant. Elle suit la même formation qu'un apprenti et est connue comme l'assistante de son père. Cependant, l'analyse de la correspondance avec son frère et son père révèle qu'elle est considérée comme une experte en mathématiques et que son travail est apprécié. 
La maison familiale Thornycroft à Bembridge abritait sur son terrain un bassin d'essais de maquettes navales, construit en 1884, mais dissimulé sous un système d'eau décoratif appelé « The Lilypond ». Ce bassin est utilisé pour des essais complexes de maquettes navales jusqu'en 1909, date à laquelle le besoin d'un bassin d'essai intérieur plus grand est identifié. Un nouveau bassin d'essai, l'un des premiers bâtiments jamais construits en coulant du béton sur de l'acier, est construit à la batterie de Steyne Woods. 
L'installation de réservoir d'essai de bateaux expérimentaux, à la Steynewood Battery (en) à Bembridge sur l'île de Wight (bâtiment classé Grade II numéro 1426608) comporte six panneaux vitrés inclinés sous une passerelle en béton, reliés à une chaudière à l'intérieur de la batterie pour chauffer l'eau, qui a été installée par Thornycroft dans le cadre de son intérêt pour la culture hydroponique. 
Certains des carnets monographiés de Blanche Thornycroft, consignant ses notes d'essai de 1907 à 1939, ainsi que les maquettes de réservoirs de navires utilisées dans ses calculs techniques, sont conservés au Classic Boat Museum (en) d'East Cowes. Ces carnets consignent ses calculs pour les essais des modèles dans le bassin aux nénuphars de la maison familiale, puis au centre d'essais expérimentaux. Ces maquettes ont servi de base au développement des Skimmers (bateaux à moteur de course), qui ont ensuite évolué vers les Coastal Motor Boats (en). D'autres maquettes ont permis de tester des idées pour les destroyers des classes Acasta et Acheron, les vedettes lance-torpilles, les vedettes de sauvetage de la RAF, ainsi que les canots de sauvetage de la RNLI.
Blanche Thornycroft est l'une des trois premières femmes à être admise à la Royal Institution of Naval Architects le 9 avril 1919 aux côtés des ingénieurs Rachel Parsons (en) et Eily Keary (en). Elle est aussi membre de la Women's Engineering Society pendant vingt ans